# Chiesa della Beata Maria Vergine
La chiesa della Beata Maria Vergine è un edificio sacro situato a Larderello, nel comune di Pomarance.

## Storia
Nel 1954 la Società chimica Larderello incarica Giovanni Michelucci in qualità di capogruppo (gli altri componenti saranno gli architetti Isotta, Bartolucci, Sansoni e Bellucci) di studiare un piano di sviluppo per il piccolo nucleo urbano di Larderello, da edificarsi in prossimità degli impianti industriali: vengono concepite strutture abitative ed un'articolata serie di servizi (teatro, scuola, negozi, centro sportivo) tra i quali è compresa anche la chiesa parrocchiale, la cui progettazione viene affidata allo stesso Michelucci. Il progetto di massima viene definito nel marzo del 1956 e quello definitivo pochi mesi dopo: assieme alla chiesa l'architetto progetta anche la canonica e l'attigua casa destinata ai dirigenti. I lavori di costruzione, appaltati all'impresa Pontello di Firenze e, per le strutture in cemento, alla Siderocemento di Milano, vengono avviati già nell'agosto del 1956; la struttura portante sorge tra la fine del 1956 ed i primi mesi del 1957, mentre Michelucci definisce le finiture e gli apparati decorativi: qualche rallentamento si verifica a seguito della complessità dei calcoli strutturali, eseguiti dall'ingegner Tagliaventi. La chiesa è finalmente inaugurata il primo maggio del 1958 con la consacrazione alla Beata Maria Vergine.

## Descrizione
La chiesa è situata all'interno del villaggio di Larderello, in posizione di mezzacosta sulla collina dominante la sottostante vallata, connotata dalla presenza emergente dei grandi volumi conici dei soffioni e della trama dei vapordotti, costituenti una fitta rete tecnologica fortemente contrastante con il preesistente paesaggio naturale. La chiesa di Santa Maria è situata in prossimità di una strada dall'andamento sinuoso che serve tutto il villaggio ed è circondata da edifici in linea a destinazione residenziale: una fitta siepe di arbusti e di alberature funge da naturale fondale all'emergere della massa chiara della chiesa e del campanile, facilmente individuabile anche da fondovalle.

### Esterno
La chiesa è caratterizzata da una volumetria ed un impianto articolati - giocati attorno ai due temi emergenti, e allineati sul medesimo asse longitudinale, del tamburo della cupola e del campanile - e è fortemente connotata dal ruolo predominante assunto dall'elemento parete, risolto con un raffinato e calibrato equilibrio tra tettonica e decorazione. Il complesso si articola nei tre diversi corpi dell'aula - al quale si addossa sul lato orientale il volume dell'oratorio - della cappella e della canonica, queste ultime concepite come due bracci emergenti (più contenuto il primo) dal lato nord dell'edificio principale.
Il fronte principale, affacciato sulla vallata ed aperto verso il villaggio, è caratterizzato al primo ordine da uno pseudopronao sovrastato da un timpano ribassato e connotato da un motivo di tre fasce orizzontali (pietra - onice -pietra) decorate con motivi geometrici: gli altri fronti propongono al primo livello la medesima scansione a fasce orizzontali (pietra - onice o vetro - pietra) e al livello sovrastante la raffinata trama geometrica (pietra ed onice) del corpo ottagono del massiccio tamburo della cupola, concluso da una copertura metallica dal cui centro emerge una sorta di lucernario, anch'esso di base ottagona e con rivestimento metallico.
Il volume circolare della cappella è ripartito in due fasce lapidee, la seconda delle quali presenta una griglia geometrica, ed è concluso da una semplice cupoletta ribassata rivestita a lastre metalliche, mentre il corpo verticale del campanile, inserito ad intersezione tra il coro della chiesa ed il retrostante oratorio, è caratterizzato da una struttura a traliccio che rimanda a certe tipologie industriali connesse alle attività estrattive. Il corpo della canonica, su un piano fuori terra ed a sviluppo longitudinale, è caratterizzato da un portico, scandito da pilastri architravati, dal quale si accede ai due nuclei della canonica vera e propria ed a quello, ruotato di 30¡ gradi rispetto all'asse del precedente ed a pianta quadrata, della residenza, che emerge dall'attiguo portico per la maggior altezza.

### Interno
Relativamente alla chiesa, dal pronao si accede direttamente all'aula basilicale, a pianta ottagona allungata e caratterizzata dalla compenetrazione dell'impianto centrale e di quello longitudinale. Questa è perimetrata da una serie di otto pilastri che oltre ad essere il naturale sostegno per il sovrastante trasparente tamburo - sul quale si imposta la copertura nervata in cemento che ripropone in forma digradante l'archetipo ottagono - e per i costoloni della copertura, fungono da elemento di congiunzione con il deambulatorio. Le pareti di quest'ultimo sono scandite orizzontalmente in tre fasce (basamento lapideo, diaframma trasparente in onice e vetro dipinto, cornice in pietra decorata) che scandiscono ritmicamente il suggestivo percorso della via crucis.
Nella zona presbiteriale il deambulatorio si interrompe per far posto ai due altari laterali ed all'altare maggiore, dietro al quale si organizzano, secondo una pianta quadrata, il coro, dominato dal ballatoio aggettante con l'organo, la sacrestia ed infine la cella campanaria. L'intero volume della chiesa è immerso in una luce diffusa dai toni particolarmente caldi, giacché i diaframmi in onice ed alabastro, azzurro violacei all'esterno, assumono all'interno tonalità che vanno dal bianco al giallo all'arancio.
La zona del presbiterio è stata ristrutturata nell'agosto del 1987, come si legge in una targa affissa all'interno, su progetto dello stesso Michelucci.

## Fortuna critica
Sin dalla costruzione, l'opera di Michelucci attrae l'interesse della cultura architettonica contemporanea, inducendo pressoché unanimemente giudizi positivi: la critica - da Koenig a Polano ha in generale evidenziato i riferimenti alla estetica strutturale di Perret, introducendo inoltre altre similitudini quali i preziosismi decorativi secessionisti o l'uso decorativo degli orditi di certe prove di Poelzig. Sono stati giustamente sottolineati inoltre da una parte l'importanza della ricerca strutturale e dall'altra il richiamo ad un mondo arcaico ed alla cultura popolare (richiamo che lo stesso Michelucci ha chiaramente riconosciuto), nonché l'originale soluzione apportata al tema dello spazio liturgico, che si configura come un'evidente anticipazione a molte delle realizzazioni successive (Koenig, 1968). Entusiasta senza riserve il giudizio di Pellegrin (1959) che, un anno dopo l'inaugurazione della chiesa, ne loda l'ambientazione perfetta e l'uso superlativo della materia, straordinario nell'attuale clima italiano: particolarmente riuscita a suo giudizio la contrapposizione tra la conchiusa forma geometrica della chiesa e lo strutturalismo del campanile e il rapporto tra la prima e il duro paesaggio che spicca per l'essenzialità del connubio geometria-materia; ciò fa sì che la modernità di quest'opera non risieda tanto nella planimetria articolata né nella volumetria risoluta bensì nella complementarità degli elementi, attraverso il sapiente e inedito trattamento dell'involucro.
Le poche riserve espresse riguardano le concessioni eccessive al gusto popolare nei dettagli dell'arredo e gli eccessi strutturalistici che inevitabilmente conducono ad un'opera fortemente introversa, sottolineati da Ricci. A questo chiesa si rifà l'architettura della chiesa di San Giuseppe Operaio nella periferia ovest di Sansepolcro, progettata da Giovanni Cecconi e costruita fra 1962 e 1966.